# Bożena Krzyżanowska
Bożena Krzyżanowska (Krakkó, 1957. szeptember 6. – Wrocław, 2019. augusztus 11.) lengyel színésznő.

## Filmjei
- 07 jelentkezz! (07 zgłoś się) (1981, tv-sorozat, egy epizódban)
- Thais (1983)
- Przyłbice i kaptury (1985)
- Tüzes angyal (Ognisty anioł) (1986)
- Goryl, czyli ostatnie zadanie... (1989, tv-film)
- Modrzejewska (1989, tv-film)
- Stella Stellaris (1994, tv-film)
- Teatr telewizji (1998, tv-sorozat, egy epizódban)
- Samo życie (2002−2010, tv-sorozat)
- M jak miłość (2005, tv-sorozat, egy epizódban)
- Na dobre i na złe (2006, tv-sorozat, egy epizódban)
- Az igazságon túl (Bezmiar sprawiedliwości) (2006)
- Bezmiar sprawiedliwości (2006, tv-sorozat, két epizódban)
- Hotel 52 (2010, tv-sorozat, egy epizódban)